# Agnona
アニオナはイタリアの最高級ラグジュアリーファッションブランド、生地、室内装飾を手がける企業である。1953年にフランチェスコ・イロリーニ・モが設立、その後アルベルト・イロリーニが引き継ぎ、1999年にエルメネジルド・ゼニア グループに買収された。設立当初のアニオナはファッションブランド向けの生地を製造する毛織物工場であったが、1970年代にファッションブランドとしての展開を開始した。

## 歴史
1953年にフランチェスコ・イロリーニ・モが設立したアニオナは、当初イタリアのボルゴセージアに拠点を置いていた。設立当初からアニオナは世界各国のファッションデザイナーに生地を提供してきた。当時のクライアントの中にはバレンシアガ、バルマン、ピエール・カルダン、シャネルなどが含まれていた。フランチェスコ・イロリーニ・モの息子のアルベルト・イロリーニが経営を引き継ぎ、1999年1月にエルメネジルド・ゼニアに買収された後も同社の会長職を務めている。

## 生地
設立当初はヨーロッパで生地を販売していたが、1960年代になると日本でも販売を開始。イロリーニが市場拡大を目指し、個人的に日本を旅行した後のことだった。1961年にはアメリカへも市場を拡大。1960年代より、アニオナは世界各国を回り生地の原材料となる原毛の調達に乗り出し、南米、中国、オーストラリア、チベットから輸入を開始した。また、原材料を確保するために、さまざまな外国企業にも出資した。
アニオナでは約5,000種類もの毛織物を生産している。アニオナで生産している毛織物には、カシミア、モヘア、キャメル、アルパカ、ビクーニャなどがある。1997年時点でアニオナの生地を使用しているブランドにはラルフ・ローレン、カルバン・クライン、シャネル、イヴ・サン＝ローラン、ヴェルサーチ、ジル・サンダー、エスカーダ、ヒューゴ・ボス、ディオール、エルメス、ヴァレンティノ、ジャンフランコ・フェレ、ジョイス、三陽商会、マーク・ジェイコブスなどがある。アニオナは国際アルパカ協会の一員で、ビクーニャやアルパカウールの販売、マーケティングの独占権を持っている。

## アパレル
アニオナにはアパレル部門とテキスタイル部門がある。アパレル部門と室内装飾部門は1970年代に開設され、既製服、ニットウェア、ホームコレクションを展開している。スカーフ、ネクタイ、ショールなどのアクセサリーも取り扱っている。アニオナではコート、ジーンズ、スカート、ワンピースなどの洋服を取り扱っている。アパレル製品の取締役には、後にカルバン・クラインの取締役となったロベルト・ヨーリオ・フィリも名を連ねていた。
1990年代後半になると、アニオナはデパートでの販売に加え、独立型ブティックの建設に乗り出した。1990年代のアメリカでの販売拠点はニーマン・マーカス、バーグドルフ・グッドマン、サックス・フィフス・アベニュー、バーニーズ・ニューヨークなどがあった。1997年、ニューヨークに最初の独立型ブティックをオープンさせた。これに先立ち、アニオナはミラノに直営ブティックをオープンしている。また、東京と大阪にはフランチャイズブティックもオープンした。1999年にゼニアがニットウェアラインの拡大のために、アニオナを買収した。
2001年1月、アニオナの取締役にマリオ・ジロディが就任した。その年のアニオナの売り上げは、レディースウェアが全体の50%、メンズウェアが25%、室内装飾品が25%であった。メンズラインはそれ以来製造中止となっている。2004年にはゼニアの店舗でもアニオナの服の販売を開始した。その後、ダニエラ・カターニョが同ブランドのクリエイティブディレクターに就任した。2006年にはガン・ヨハンソンがアニオナのレディースウェア部門のデザイナーに就任。また、同ブランドはグッチ会長のドメニコ・デル・ソーレやアニオナのCEO、トルド・フォン・ドリーセンの助言も受けていた。同年、アニオナの売り上げは90%がアパレル製品、10%が生地であった。
2012年から2015年までステファノ・ピラーティがアニオナのチーフデザイナーを務め、「CARA（カラ）」バッグラインでアクセサリーコレクションを拡大した。2014年5月にはカッラが同社のCEOに就任。

## 参照
1. 1 2 3 4 5  “AGNONA LOOKING TO RETAIL TO DOUBLE SALES; ITALIAN LUXURY BRAND TO OPEN FREESTANDING STORES, EXPAND NUMBER OF IN-STORE SHOPS.”. highbeam.com.  オリジナルの2016年2月24日時点におけるアーカイブ。 2016年2月18日閲覧。
2. 1 2 3 4  “Four decades of spinning yarns.(Agnona wool mill)(Italy '97)”. highbeam.com.  オリジナルの2016年2月22日時点におけるアーカイブ。 2016年2月18日閲覧。
3. ↑  “ZEGNA TO BUY LANERIE AGNONA.”. highbeam.com.  オリジナルの2016年2月23日時点におけるアーカイブ。 2016年2月18日閲覧。
4. 1 2  “AGNONA NAMES GUNN JOHANSSON WOMEN'S DESIGNER.”. highbeam.com.  オリジナルの2016年2月22日時点におけるアーカイブ。 2016年2月18日閲覧。
5. ↑  “FRESH LINENS.(new bedsheets)(Brief Article)”. highbeam.com.  オリジナルの2016年2月24日時点におけるアーカイブ。 2016年2月18日閲覧。
6. ↑  “Weaving a profit in accessories.(Accessories supplement)”. highbeam.com.  オリジナルの2016年2月23日時点におけるアーカイブ。 2016年2月18日閲覧。
7. ↑  “LOTS OF LUXE.”. highbeam.com.  オリジナルの2016年2月22日時点におけるアーカイブ。 2016年2月18日閲覧。
8. ↑  “BAROZZI SAID LEAVING GFT AT END OF JULY.”. highbeam.com.  オリジナルの2016年2月23日時点におけるアーカイブ。 2016年2月18日閲覧。
9. ↑  “AGNONA OPENS DOORS IN N.Y., 1ST FREESTANDING U.S. STORE.”. highbeam.com.  オリジナルの2016年2月22日時点におけるアーカイブ。 2016年2月18日閲覧。
10. ↑  “GILDO ZEGNA; WHAT'S THE BEST WAY TO COMBAT OFF-PRICE SELLING?TURN CONSUMERS ON TO IMPULSE BUYING.(Gildo Zegna, co-chief executive of Ermenegildo Zegna Group, grows the firm into luxury lifestyle label)(Company Profile)”. highbeam.com.  オリジナルの2016年2月24日時点におけるアーカイブ。 2016年2月18日閲覧。
11. ↑  “ZEGNA'S MEGA MIX:FROM AGNONA TO Z; NEW FIFTH AVENUE FLAGSHIP SHOWCASES ALL PRODUCT LINES, INCLUDING WOMEN'S.”. highbeam.com.  オリジナルの2016年2月22日時点におけるアーカイブ。 2016年2月18日閲覧。
12. ↑  “BEST IN SHOW; PRACTICAL, FANTASTICAL AND EVERYTHING IN BETWEEN -- HERE ARE SOME OF THE BEST LOOKS FROM A VARIETY OF COLLECTIONS SEEN ON THE MILAN RUNWAYS.(Brief Article)”. highbeam.com.  オリジナルの2016年2月22日時点におけるアーカイブ。 2016年2月18日閲覧。
13. ↑  “ZEGNA POSTS RECORD RESULTS IN 2005; CO-CEO GILDO ZEGNA DISMISSES ANY SUGGESTION OF COMPANY'S GOING PUBLIC.”. highbeam.com.  オリジナルの2016年2月22日時点におけるアーカイブ。 2016年2月18日閲覧。
14. ↑  “Zegna hires designer from YSL ; Men's wear giant hopes new creative director will build up its women's line”. highbeam.com.  オリジナルの2016年2月25日時点におけるアーカイブ。 2016年2月18日閲覧。
15. ↑  https://www.nytimes.com/2014/02/24/fashion/agnona-to-grow-with-stefano-pilati-designs.html?_r=0
16. ↑  Luisa Zargani. “Stefano Pilati Exits Agnona, Remains at Zegna”. WWD
17. ↑  “Agnona going global”. highbeam.com.  オリジナルの2016年2月25日時点におけるアーカイブ。 2016年2月18日閲覧。
18. ↑  http://fashionista.com/2014/03/alessandra-carra-agnona-ceo
19. ↑  alley. “Agnona Resort 2015”. WWD